# Rumex magellanicus
Rumex magellanicus är en slideväxtart som beskrevs av Francisco Campderá. Rumex magellanicus ingår i släktet skräppor, och familjen slideväxter. Inga underarter finns listade i Catalogue of Life.